# Javier Abadía
Javier Abadía Pérez, (nacido el 17 de marzo de 1959 en Figueras, Gerona y fallecido el 3 de mayo de 1999 en Llansá, Gerona) fue un jugador  de baloncesto español. Con 1.94 de estatura, su puesto natural en la cancha era el de base. Falleció en accidente de moto a los 40 años de edad.

## Trayectoria
- Joventut Badalona (1977–¿?)
- Breogán Lugo (1984–1985)
- Claret Las Palmas (1985-1986)
- Cacaolat Granollers (1986-1987)